# Xiaoyan (köpinghuvudort i Kina, Hubei Sheng, lat 31,49, long 111,77)
Xiaoyan (kinesiska: 肖堰, 肖堰镇) är en köpinghuvudort i Kina. Den ligger i provinsen Hubei, i den centrala delen av landet, omkring 260 kilometer nordväst om provinshuvudstaden Wuhan. Antalet invånare är 28 152. Befolkningen består av 13 388 kvinnor och 14 764 män. Barn under 15 år utgör 11,0 %, vuxna 15-64 år 76 %, och äldre över 65 år 12,0 %.
Runt Xiaoyan är det ganska tätbefolkat, med 144 invånare per kvadratkilometer. Närmaste större samhälle är Donggong, 19,1 km söder om Xiaoyan. I omgivningarna runt Xiaoyan växer i huvudsak blandskog.
Genomsnittlig årsnederbörd är 1 176 millimeter. Den regnigaste månaden är augusti, med i genomsnitt 198 mm nederbörd, och den torraste är december, med 13 mm nederbörd.